# Baldt József
Baldt József (Székesfehérvár, 1751. január 7. – Pest, 1804. január 8.) magyar jezsuita szerzetes, hitszónok.

## Élete
15 éves korában a jezsuita rendbe lépett és Kassán a bölcseletet hallgatta; előbb Budán, majd Pesten volt gimnáziumi tanár; a rend feloszlatása után a pécsi gimnáziumban tanított; 1796-ban a pesti egyetemhez nevezték ki hitszónoknak.

## Munkái
- Oratio, dum sodales in congregationem Marianam adsumerentur. Posonii, 1773
- Carmen honoribus ill. ac. rev. d. Pauli Ladislai e com. Esterházy Quinque-Ecclesiarum episcopi dum solemni apparatu urbem Pestanam ingrederetur. Quinque-Ecclesiis, 1781

Kéziratai az Országos Széchényi Könyvtárban:
- Conciones Sacrae (1780–91, német nyelven)
- Institutiones religionariae pro juventute academica. Exhortationes ad academicos latino sermone habitae (1800–1803)
- Sermones ad studiosem juventutem in templo academico a 1796, dicti
- Conciones sacrae in diversis locis et occasionibus, 1784–1802 (magyar nyelven)